# جورج إي. كينت
جورج إي. كينت (بالإنجليزية: George E. Kent)‏ هو كاتب أمريكي، ولد في 1920 في كولومبوس في الولايات المتحدة، وتوفي في 1982.